# Casa de los Coroneles
La casa de los Coroneles, es una mansión situada en el municipio de La Oliva, isla de Fuerteventura, Canarias. Su construcción data de la segunda mitad del siglo XVII destinada a residencia oficial del coronelato, poder que ejerció el dominio militar en la isla, se le atribuye a Ginés de Cabrera Bethencourt. Se trata de una edificación majestuosa que destaca en el paisaje debido a sus grandes proporciones y es representativa del poder militar y civil que gobernó la isla en régimen de señorío durante siglos. El inmueble se planificó tomando como modelo la vivienda doméstica canaria de centros urbanos, propia de la Edad Moderna, y contó con una gran significado histórico en el ámbito socioeconómico de la isla. Está declarado monumento histórico artístico desde 1979.

## Historia
La casa está relacionada con el poder que tenían los coroneles en la isla de Fuerteventura, los cuales ostentaban el poder civil y militar de la isla, y llegaron incluso a nombrar o destituir cargos del cabildo insular, actuando por tanto como verdaderos terratenientes. El título de coronel de Fuerteventura era hereditario, y estuvo en posesión de la familia Sánchez Dumpiérrez, todo ello hasta que el coronel don José Sánchez Dumpiérrez muriese sin descendencia masculina y el título pasase mediante el matrimonio de su hija, a la familia Cabrera Bethencourt. A pesar del cambio de apellidos, con el matrimonio de la hija del último de los Sánchez Dumpiérrez, estos se aseguraron mantener entre su linaje el poder del coronel.
La primera ubicación en donde se establecieron estos coroneles fue en Betancuria primera capital de la isla. Con el paso del tiempo el pueblo de La Oliva fue adquiriendo mayor importancia sobre todo tras ser designado como cede parroquial, por lo cual se construyó la iglesia de Nuestra Señora de la Candelaria, edificio distintivo del pueblo. Todo esto llevó a que los coroneles se trasladasen de Betancuria a La Oliva y edificando esta casa.
La construcción de la casa y el traslado del coronel a este pueblo fue interpretada como un traslado al norte, del eje político-militar de la isla. A pesar de todo esto Fuerteventura era una isla de señorío, es decir que estaba bajo el poder de un señor, que terminaron trasladándose a otras de las islas del archipiélago, y es por ello que dejaron vía libre a que los coroneles pudiesen obtener tanto poder dentro del ámbito insular.
Fue con la familia Cabrera Bethencourt cuando se construye la casa, empezando la obra con don Ginés de Cabrera Bethencourt, siendo continuada por su hijo don Melchor Cabrera de Bethencourt, y termina con las reformas que llevó a cabo el hijo de este último Don Agustín Cabrera Bethencourt Dumpiérrez. Don Agustín fue el quinto y más famoso de los coroneles de la isla, que tras matrimonio con su prima Doña Sebastiana de Cabrera, terminaron convirtiéndose en una de las familias más ricas de las islas durante su época.
La singularidad del edificio no escapó al interés de los visitantes de la isla como demuestra las palabras del viajero inglés George Glas (1764):

“Hacia mediodía llegamos a Oliva, residencia del Gobernador, el cual, con su hijo, estaba sentado en un gran recibidor, con piso de lajas y cuyas paredes estaban adornadas con mosquetes, sables y picas”

O las palabras del marino de guerra, hidrógrafo, naturalista, geógrafo y político J. Varela y Ulloa que tras su visita a la casa en 1787 decía:

“la mejor Casa de todas las de la Ysla es la del actual coronel de milicias del regimiento de Fuerteventura Dn. Agustín de Cabrera, casa que por su magnitud pudiera ser apreciable en qualquiera Pais, si sus comportamientos estubieran bien distribuidos”

Fue en el transcurso del siglo XIX cuando el contexto económico, político y social del país marcaron progresivamente el fin de este poder en la isla.

## Características arquitectónicas
Lo más conocido de su arquitectura, además de la gran dimensión estructural, son las almenas que rematan las dos torres que flanquean la fachada principal y que enfatizan el poder militar que se ejercía desde la mansión. Estas torres conforman una composición en la que destacan como dos cuerpos almenados sobre el resto de las cubiertas de cuatro aguas. Igualmente, en la fachada principal encontramos un grupo simétrico de ocho balcones de madera, que se completa con otro cerrado en una fachada lateral, todos ellos de estilo tradicional canario. 
La estructura de la Casa está formada por un volumen cuadrangular de unos 42 metros de lado, horadado por tres patios de los cuales, uno es la rótula mediante la que se articula todo el resto de dependencias, y los otros son superficies de servicio y/o de apoyo a las labores agrícolas. Cuenta con dos plantas, la primera, de carácter residencial, albergaba las dependencias privadas del coronel y su familia; mientras que la planta baja o de acceso tenía un carácter más funcional y en ella se repartían los servicios, granero, cuadras, despachos y otras dependencias destinadas a uso militar. El edificio cuenta con una pequeña capilla privada ubicada en la segunda planta.
El complejo cívico-militar comprende varios espacios, todos interconectados entre sí. Dado que el rango de coronel en la época era hereditario, estas instalaciones se encontraban al servicio de la familia de los coroneles que detentaron el poder señorial en la isla durante siglos. A su alrededor, y formando parte del conjunto, se hallan cinco tipos de espacios diferentes:
- Plaza de armas. Frente a la fachada principal, al norte de la Casa. Es un terreno rectangular de 75 x 55 metros delimitado al norte por el aljibe.
- Edificaciones tradicionales. Conjunto formado por dos pequeñas casas anejas a las Casa, con marcado carácter estancial.
- Caballerizas. Se trata de un cerco rectangular de 87 x 40 metros, al este de la Casa, delimitado por paredes de piedra seca con dos accesos principales.
- Explanada de actos. En la parte norte del aljibe, delimitada por las calles y urbanización del pueblo de La Oliva, que se ha mantenido sin edificaciones, sirviendo de fuelle de protección del conjunto.
- La rosa del coronel. Entorno agrícola que rodea el conjunto y que se mantiene libre de construcciones modernas.

## Situación
La casa de los Coroneles se alza en medio de una extensa planicie que se conoce como la rosa del coronel que está delimitada por el lomo del Pájaro, la montaña del Frontón, la montaña de Escanfraga, y el volcán de la Arena, origen del malpaís de mismo nombre; quedando, en última instancia, las casas de La Oliva al norte.

## Protección
El edificio se considera una de las piezas arquitectónicas más relevantes del patrimonio artístico de Canarias. Fue declarado Monumento Histórico Artístico, mediante Orden del Ministerio de Cultura, de 13 de junio de 1979 (B.O.E. n.º 191, de 10.8.79), pasando a tener la consideración de Bien de Interés Cultural, de conformidad con lo establecido en la Disposición Adicional Primera de la Ley 16/1985, de 25 de junio, del Patrimonio Histórico Español, que establece que los bienes que con anterioridad hayan sido declarados histórico-artísticos o incluidos en el Inventario del Patrimonio Artístico y Arqueológico de España pasan a tener la consideración y a denominarse Bienes de Interés Cultural.
El 30 de diciembre de 1994, la Comunidad autónoma de Canarias adquirió el inmueble procediéndose posteriormente, mediante Decreto 107/2002, de 26 de julio (B.O.C. n.º 109, de 14.8.02), a delimitar su entorno de protección.
Fue restaurado en el año 2005 por el Gobierno de Canarias, siendo presidente del gobierno Adán Martín Menis y Viceconsejera de Cultura, Dulce Xerach Pérez, para dedicar parte de su espacio a actividades culturales, abriéndose al público el 26 de noviembre de 2006 con la inauguración por los Reyes de España, Juan Carlos I y Sofía de Grecia como parte de la apertura de la primera y única Bienal de Arte, Arquitectura y Paisaje de Canarias, organizada por la Viceconsejería de Cultura del Gobierno de Canaria y dirigida por Rosina Gómez Baeza y Antonio Zaya.